# Michael Woods (DJ)
Michael Anthony Woods es un DJ y productor discográfico británico que abarca varios géneros como el trance, house y house progresivo. También es conocido por pseudónimos como Accadia y Warrior. También produce bajo el alias Out Of Office junto a su hermana Marcella Woods.

## Biografía
De padres de ascendencia argentina y guyanesa, nació y se crio en Hackney, Londres. 
Su formación musical clásica desde la infancia, le posibilitó adoptar habilidades creativas para los instrumentos de vientos, guitarra, batería y trompeta.
Cuando no está produciendo se lo puede encontrar en la Trinity Music College de Pimlico y con frecuencia utiliza su tiempo libre orquestando con el sector de percusión de la Orquesta Sinfónica de Londres.
En el año 2000, empieza a lanzar sus primeras producciones bajo el alias Warrior y el reconocimiento mundial le llegaría ese mismo año con su remix aclamado por la crítica de "Café del Mar" para Energy 52, los cuales aún son considerados como clásicos entre los DJs y para el género electrónico.
En 2003 lanzaría "If U Want Me" junto con la modelo australiana Imogen Bailey, y "Solex (Close To The Edge)" con la voz de Juliette Jaimes, conocida por su composición de la canción de Stella Soleil, "Kiss Kiss" en 2001. Ambos de estos singles también tuvo su video musical correspondiente. y lograron alcanzar su mejor posición en las charts del Reino Unido en el #46 y #52 respectivamente.
Su hermana Marcella Woods, es una vocalista reconocida en la escena electrónica conocida por sus colaboraciones con Matt Darey en "Beautiful", "Liberation" y "U Shine On". Su voz también aparecen en "So Special" (2005), que fue el resultado de la colaboración entre Michael Woods y Judge Jules. Ella también se ha unido a Michael en el proyecto musical denominado "Out of Office", lanzando sencillos como "Break of Dawn" y "Hands Up", editado en 2007. En 2008, también bajo el alias Out of Office, vuelve a reversionar el clásico del trance “Café Del Mar”, de gran aceptación y a su vez, su sonido progressive, fue influyente en varias producciones de esa época.
A partir del año 2008, relanzó su antiguo sello discográfico “Diffussed Music” con su nueva producción “No Access”, canción que fue respaldada por varios Djs importantes como Laidback Luke y Tiësto. “No Access” alcanzó la posición #13 en el Top 100 Electro House de Beatport.
Colaboraciones con artistas como Chris Lake, Funkagenda y Mark Knight son un acto de prueba de sus capacidades como productor.
Junto con un impresionante catálogo de producciones lanzado en reconocidas discográficas como Mau5trap, y "Toolroom Records", y remezclar a varios artistas consagrados como Underworld, Martin Solveig, Moguai, Michael Woods empleó una renovación de su sonido en un estilo que emula su visión musical.
Otros de sus logros a la fecha, cuenta con la residencia en la discoteca Amnesia en Ibiza, y en  Ministry Of Sound (Londres), dos de los clubes más prestigiosos del mundo, también fue invitado por Deadmau5 en su gira por Reino Unido en 2010.
En 2011, fue nominado como "Mejor Remixer" en la 26.ª edición de los premios IDMA (International Music Awards Dance). En ese mismo año, colaboró en la producción de Playing in the Shadows, el tercer álbum del cantante británico Example, precisamente en el sencillo "Changed the Way You Kiss Me", de gran éxito en el Reino Unido.

## Discografía

### Sencillos
- 2016: "Gold"
- 2016: "Take My Love"
- 2015: "Slice of Life"
- 2015: "Tequila Nites"
- 2014: "Brain Went Ping"
- 2014: "In Your Arms" (con Lauren Dyson)
- 2014: "Flash Hands"
- 2013: "Ctrl + Alt + Delete"
- 2013: "The Pit"
- 2013: "Clanga"
- 2013: "Platinum Chains"
- 2012: "Black Thong" (con Chris Lake)
- 2012: "We've Only Just Begun" (con Ester Dean)
- 2012: "Nightfall" (con AN21 & Max Vangeli) (incluido en el álbum "People of the Night")
- 2012: "IndepenDANCE"
- 2012: "Goodbye" (Michael Woods & Nick Sheldon Ft. Polina)
- 2012: "Warrior" (como Michael Woods)
- 2012: "Airborne"
- 2011: "Full Access / Let The Games Begin"
- 2011: "Last Day on Earth"
- 2011: "Bullet"
- 2011: "Fruitcake"
- 2011: "VMS"
- 2011: "Burned You Away"
- 2011: "What's What"
- 2011: "Front Line"
- 2011: "First Aid"
- 2011: "Banger" (con Mark Knight)
- 2010: "No Access"
- 2010: "Midnight Run"
- 2010: "Nitro"
- 2010: "Alchemy" (con Funkagenda)
- 2010: "Dynamik" (mau5trap)
- 2010: "Dropzone (2010 Remix)"
- 2010: "Domino's" (con Chris Lake)
- 2009: "Envolver / Black Strip"
- 2009: "Yemba / Wobble" (con Ant Brooks)
- 2009: "No More Waiting"
- 2009: "Drop Zone / Made In South America"
- 2009: "I Luv U Baby" como Out of Office con The Original
- 2008: "Natural High"
- 2008: "Dancing In The Dark" como Schwarzkopf (Cayenne)
- 2008: "Insatiable" como Out of Office (Frenetic)
- 2008: "Break Of Dawn 2008" como Out of Office con Marcella Woods (Frenetic)
- 2007: "Hands Up" como Out of Office con Marcella Woods (Frenetic)
- 2006: "Hit the Bricks" como Mike Hunt (Data Records)
- 2005: "So Special" (con Judge Jules & Marcella Woods) (Three8)
- 2003: "Solex (Close To The Edge)" como Michael Woods (Free2air Recordings)
- 2003: "X" como Warrior (Incentive)
- 2003: "If You Want Me" como Michael Woods con Imogen Bailey (Incentive)
- 2002: "Released" como Praetorian (Manifesto)
- 2002: "Heaven Sent" como M1 (Inferno)
- 2002: "Blind Visions" como Accadia (Lost Language)
- 2001: "Into the Dawn" como Accadia (Lost Language)
- 2000: "Voodoo" como Warrior (Incentive)
- 2000: "Warrior" como Warrior (Incentive Records)
- 1999: "Bailamos" como M3, con Marcella Woods & Matt Darey (Inferno)

### Remixes
2015:
- Rihanna – "Bitch Better Have My Money"

2014:
- deadmau5 – "Strobe" (Michael Woods 2014 Remix)

2013:
- Armand Van Helden – "You Don't Know Me"
- Double Cream – "Tripoli" (Michael Woods ReMaster)

2012:
- Eric Turner vs. Avicii – "Dancing in My Head"
- Reflections – "Prelude" (Michael Woods Edit)
- Siege & Sem Thomasson – "Balance" (Michael Woods Edit)
- Jed Harper, Dzeko & Torres – "Diamond Rings" (Michael Woods Edit)
- Calvin Harris feat. Example – "We'll Be Coming Back"
- Marina and the Diamonds – "Power & Control"
- Cherry Cherry Boom Boom – "Come Back from San Francisco"
- Jennifer López feat. Flo Rida – "Goin' In"
- Nelly Furtado – "Big Hoops (Bigger the Better)"
- Ferry Corsten feat. Aruna – "Live Forever"
- Stuart Browne & Flippers – "Wild Card" (Michael Woods Edit)
- Tiësto & Mark Knight feat. Dino – "Beautiful World"
- Adam F – "When The Rain Is Gone"
- Paul Thomas & Alex Di Stefano – "Shining" (Michael Woods Re-Edit)
- Starkillers & Dmitry KO – "Light It Up"
- Far East Movement feat. Rye Rye – "Jello"
- Funkagenda – "Shinjuku"

2011:
- Ostbahnhof & Ugo Platana – "Evensong"
- Lady GaGa – "Black Jesus † Amen Fashion"
- NO_ID – "How R U Feeling Right Now" (Michael Woods Re-Edit)
- Armin van Buuren feat. Adam Young – "Youtopia"
- Benny Benassi feat. Gary Go – "Close to Me"
- Diddy Dirty Money feat. Swizz Beatz – "Ass On The Floor"
- Monarchy – "Maybe I'm Crazy"
- Calvin Harris feat. Kelis – "Bounce"
- Ginuwine feat. Timbaland & Missy Elliott – "Get Involved"
- Clashback – "Outset"
- Lady Gaga – "Born This Way"

2010:
- TJR feat. Xavier – "Just Gets Better 2010" (Out Of Office Remix)
- Alexis Jordan – "Happiness"
- Martin Solveig feat. Dragonette – "Hello"
- La Roux – "In for the Kill"
- Underworld – "Always Loved A Film"
- Moguai – "Oyster"
- Katie Melua – "The Flood"
- Robyn – "Dancing On My Own"
- Twin Atlantic – "Lightspeed"
- Kaskade feat. Haley – "Dynasty"
- The Ting Tings – "Hands"
- Patrick Hagenaar & Jon Junior – "We Feel The Same"
- Kylie Minogue – "All The Lovers"
- Hannah – "I Believe In You"
- Estelle – "Freak"
- Diagram of the Heart – "Dead Famous"
- Meck ft. Dino – "Feels Like A Prayer"
- Deadmau5 & Chris Lake – "I Said"
- Sean Finn feat. Tinka – "Summer Days" (Out Of Office Remix)
- John O'Callaghan feat. Sarah Howells – "Find Yourself"
- Way Out West – "The Gift"

2009:
- Haji & Emanuel feat. Erire – "Take Me Away 2009" (Out Of Office Remix)
- Remote Control – "Kidz"
- Deadmau5 – "Strobe" (Michael Woods 2008 Remix)
- Temper Trap – "Science Of Fear"
- Chicane – "Hiding All The Stars"
- Lolene – "Sexy People"
- Mad8 vs. Shawn Christopher – "Just Another Sleepless Night" (Out Of Office Remix)
- Wiley feat. Daniel Merriweather – "Cash In My Pocket" (Out Of Office Remix)
- Jessie Malakouti – "Standing Up For The Lonely" (Out Of Office Remix)

2008:
- Gabriella Cilmi – "Save The Lies" (Out Of Office Remix)
- Atlanta – "5 Star Lover" (Out Of Office Remix)
- Jason Phats Feat. Ben Ofoedu – "Can't Stop!" (Out Of Office Remix)
- Malibu Sneakers – "Get Down Again" (Out Of Office Remix)
- South West Beats feat. Claudia Patrice – It's Love (Trippin') (Out Of Office Remix)
- The Potbelleez – "Don't Hold Back" (Out Of Office Remix)
- Da Groove Doctors Feat. Tommie Nibbs – "All We Need Is Love" (Out Of Office Remix)
- Chicane vs. Natasha Bedingfield – "Bruised Water"
- Energy 52 – "Café Del Mar" (Michael Woods Out Of Office Remix)
- Adele – "Cold Shoulder" (Out Of Office Remix)

2005:
- Judge Jules – "So Special"
- Matt Darey feat. Marcella Woods – "Liberation 2005" (Darey V's Michael Woods Remix)

2004:
- Deepest Blue – "Give It Away"
- Candee Jay – "If I Were You"
- Matt Darey & Marcella Woods – "Voice Of An Angel" (Michael Woods vs. Matt Darey Remix)

2003:
- Dejure – "Sanctuary"
- iiO – "At the End"
- State One – "Forever And A Day"
- Sonique – "Can't Make Up My Mind"
- Lost Tribe – "Gamemaster"

2002:
- Ian Van Dahl – "Try"
- Rockik – "Memories"
- Art of Trance – "Madagascar"

2001:
- Freefall feat. Jan Johnston – "Skydive"
- Saints & Sinners – "Peace"
- Delerium feat. Sarah McLachlan – "Silence"
- Xstasia – "Sweetness"
- Dario G – "Dream To Me"
- Mr. Phillips – "7th Day"
- Humate – "Love Stimulation"

2000:
- Storm – Storm Animal (Warrior Remix)
- Solar Stone – "Seven Cities"
- Energy 52 – "Café del Mar" (Michael Woods Ambient Remix)
- Salt Tank – "Eugina"
- Tillmann Uhrmacher – "Bassfly"
- 666 – "D.E.V.I.L."